# مسجد معتمد
مسجد معتمد الدوله مربوط به دوره قاجار است و در کرمانشاه، محله فیض‌آباد، ازجنوب به کوچه پورپاک واقع شده و این اثر در تاریخ ۱۷ آذر ۱۳۷۷ با شمارهٔ ثبت ۲۱۷۱ به‌عنوان یکی از آثار ملی ایران به ثبت رسیده است.